# Immenstaad am Bodensee
Immenstaad am Bodensee är en kommun (tyska Gemeinde) i Bodenseekreis i delstaten Baden-Württemberg i Tyskland. Kommunen består av ortsdelarna (tyska Ortsteile) Immenstaad och Kippenhausen. Folkmängden uppgår till cirka 6 600 invånare, på en yta av 9,26 kvadratkilometer.
Kommunen ingår i kommunalförbundet Friedrichshafen tillsammans med staden Friedrichshafen.